# ایالات متحده آمریکا در المپیک تابستانی ۱۹۰۴
ایالات متحده آمریکا در بازی‌های المپیک تابستانی ۱۹۰۴ که در سنت لوییس ایالات متحده آمریکا برگزار شد، با ۵۲۶ ورزشکار شرکت نمود و موفق به کسب ۲۳۹ مدال (۷۸ طلا، ۸۲ نقره، ۷۹ برنز) شد که در رتبه ۱ مسابقات قرار گرفت.